# Kengtung
Kengtung – miasto w Mjanmie, w stanie Szan. Według danych na rok 2014 liczyło 44 289 mieszkańców.